# Temperance Brennan
Pour les articles homonymes, voir Brennan.
Temperance Brennan est anthropologue judiciaire, héroïne des romans de l'écrivaine Kathy Reichs. Elle est également un personnage fictif de la série télévisée américaine Bones (dérivée de la série de romans), interprété par Emily Deschanel.
Bien que le personnage de la série porte le même nom que l'héroïne des romans de Kathy Reichs, elle s'inspire en fait davantage de la vie de l'auteure elle-même.

## L'héroïne de roman
Dans les romans de Kathy Reichs, le docteur Temperance Brennan est anthropologue judiciaire au Québec. Elle est plus âgée que la Temperance de la série, elle est séparée et a une fille adolescente Kathy qui vit avec son père Peter. Elle partage son temps entre Montréal et Charlotte en Caroline du Nord. Elle entretient une relation avec Andrew Ryan, agent de la Sûreté du Québec (police provinciale).

## Dans la sérieBones
Dans la série télévisée Bones, le docteur Temperance Brennan, interprétée par l'actrice Emily Deschanel, est également anthropologue judiciaire mais à Washington, à l'institut Jefferson. Elle est en couple avec son coéquipier, l'agent spécial du FBI Seeley Booth, interprété par David Boreanaz, qui la surnomme Bones en raison de son métier. Au cours de la série, ils deviennent parents d'un petite fille baptisée Christine, et d'un fils appelé Hank. Elle est également une écrivaine à succès, et l'héroïne de ses romans est Kathy Reichs.
C'est une enfant de l'assistance publique : ses parents ont fui le domicile familial la veille de Noël lorsqu'elle avait 15 ans afin de les protéger elle et son frère. Son frère Russ, qui avait 19 ans à l'époque, n'a pas pu (ou pas voulu) s'occuper de sa jeune sœur et a pris la fuite également. Dans l'épisode Joyeux Noël, elle raconte que son frère avait récupéré les cadeaux de leurs parents pour fêter un vrai noël avec elle malgré leur disparition, mais devant la déception de Temperance il préféra partir. Elle s'est donc retrouvée orpheline et prise dans le système d'adoption, changeant souvent de foyer d'accueil. À cause de cet abandon, Temperance, qui a beaucoup de mal à faire confiance aux gens, se cache derrière un mur de rationalité afin de ne pas montrer sa sensibilité et ses faiblesses. Elle a beaucoup de mal avec les gens et elle est souvent trop franche et brusque, mais c'est aussi sûrement ce qui fait son charme comme son fameux « Je ne vois pas ce que ça veut dire ».
À la fin de la première saison, elle identifie elle-même les restes de sa mère, et l'enquête qui s'ensuit lui apprend que ses parents sont en fait Max et Ruth Keenan, qui faisaient partie d'une bande de malfaiteurs recherchés par la police ; son nom de naissance est en réalité Joy Keenan. Elle met au jour également le fait que sa mère a été assassinée par un éleveur de porcs, ami de la famille. Cette enquête lui permet de reprendre contact avec son frère Russ, ainsi qu'avec son père (interprété par Ryan O'Neal).
Sur le plan professionnel, c'est une scientifique pure et dure. Elle ne laisse pas ses émotions prendre le dessus sur la réflexion. Sa devise est "Ne jamais préjuger hâtivement de la conclusion, toujours rassembler le maximum de preuves scientifiques".
Au fur et à mesure des saisons, on découvre une Brennan plus humaine qu'au début de la série. Sa relation avec Booth évolue également énormément au fil des saisons ; à force de jouer au chat et à la souris, ils se blessent puis se rapprochent. Alors que la cinquième saison s'achève sur leurs départs, l'espoir d'une vie de couple naît peu à peu ; mais c'était sans compter sur Hannah Burley, journaliste que Seeley a rencontré en Afghanistan.
Cependant, après une saison mouvementée et riche en émotions, le miracle se produit. Après l’assassinat d'un de ses internes (Mr Vincent Nigel-Murray) par un tueur en série (Jacob Brodsky), Brennan finit dans les bras de Booth après avoir pleuré la mort de Vincent.
Dans le dernier épisode de la sixième saison, on apprend qu'elle est enceinte de Booth. Pour cette raison, après six années durant lesquelles ils n'osaient officialiser leur union, ils prennent la décision de vivre ensemble; pour le plus grand plaisir des fans de la série. Lors de la septième saison le couple vit heureux avec leur petite fille, Christine Angela, baptisée ainsi en l'honneur de la mère de Brennan et de sa meilleure amie, Angela Montenegro-Hodgins (Pookie Noodlin Pearly Gates Gibbons).
À la fin de la saison 8, elle ira au mariage de la mère de Booth et attrapera le bouquet. L'épisode suivant, elle demande à Booth de l'épouser, il dira oui mais il changera d'avis à cause de l'ultimatum que Pelant, criminel qui réussit à masquer ses crimes en accusant d'autres personnes à sa place en utilisant l'informatique sans que personne puisse prouver que c'est lui qui les a tué, a posé à Booth : s'il épouse le Dr Brennan Pelant tuera d'autres personnes et fera accuser Booth. Seeley ne le révèlera à Brennan qu'après la mort de Pelant, dans la saison 9.
Booth et Brennan se marient, mais l'église où devait se tenir la cérémonie prend feu. Angela Montenegro-Hodgins organise leur mariage à une grande vitesse. Angela organise une soirée d’enterrement de vie de jeune femme après le mariage avec les femmes de l'équipe.
Dans la saison 10, Seeley Booth sort de prison et retrouve Brennan ainsi que sa fille. Dans cette saison, on apprendra qu'elle sera de nouveau enceinte. À la fin de la saison, Booth quittera son travail et deviendra formateur pour les nouvelles recrues du FBI tandis que Brennan se consacrera à ses deux enfants ainsi qu'à sa carrière d'écrivain. Dans la saison 11, quand un corps sera retrouvé brûlé dans une camionnette, et que les premiers indices suggèreront qu'il s'agit de Booth, Brennan retournera à l'institut pour examiner elle-même les os et l'identifiera comme étant Jared Booth, le frère cadet de Seeley. Après avoir retrouvé Seeley, Bones reprend son travail au Jefferson et Booth au FBI. À la fin de la saison, Bones sera la cible du Marionnettiste, un tueur en série dont elle a défini le mode opératoire et se fera kidnapper par Zack Addy, un ancien collègue interné dans un hôpital psychiatrique.